# Lucio Reinaudi
Lucio Reinaudi (Río Tercero, Córdoba, 16 de junio de 1995) es un baloncestista argentino que se desempeña como base y escolta en Racing de Chivilcoy de La Liga Argentina.

## Trayectoria

### Clubes
| Club                     | País      | Año             |
| ------------------------ | --------- | --------------- |
| 9 de Julio               | Argentina | 2011 - 2015     |
| Atlético Tala            | Argentina | 2015 - 2016     |
| 9 de Julio               | Argentina | 2016            |
| Estudiantes de Olavarría | Argentina | 2017            |
| Hindú de Resistencia     | Argentina | 2017 - 2018     |
| Barrio Parque            | Argentina | 2018 - 2021     |
| Independiente de Oliva   | Argentina | 2021 - 2023     |
| Bologna Basket 2016      | Italia    | 2023 - 2024     |
| Racing de Chivilcoy      | Argentina | 2024 - Presente |

## Selección nacional
Reinaudi fue miembro de los seleccionados juveniles de baloncesto de Argentina, llegando a disputar torneos como el Campeonato Sudamericano de Baloncesto Sub-15 de 2010, el Campeonato FIBA Américas Sub-16 de 2011 y el Campeonato Mundial de Baloncesto Sub-17 de 2012.